# Einwilligungsfähigkeit
Einwilligungsfähigkeit ist ein rechtlicher Begriff, der die Fähigkeit eines Betroffenen bezeichnet, in die Verletzung eines ihm zuzurechnenden Rechtsguts einzuwilligen bzw. diese abzulehnen. Sie ist (neben anderen) eine Voraussetzung einer wirksamen Einwilligung.
Einwilligungsfähig ist im Recht Deutschlands nach dem Bundesgerichtshof, „wer nach seiner geistigen und sittlichen Reife imstande ist, Bedeutung und Tragweite des konsentierten Rechtsgutsangriffs zu erkennen und sachgerecht zu beurteilen, wobei umso strengere Anforderungen zu stellen sind, je gewichtiger der Angriff ist und je schwerer seine Folgen abzusehen sind“.
Insbesondere wird in der Regel nach deutschem Recht (bzw. jedenfalls dessen Auslegung durch die Rechtsprechung) erst durch eine wirksame Einwilligung (§ 228 StGB) der nach den Grundsätzen der medizinischen Heilkunst korrekt durchgeführte ärztliche Eingriff rechtmäßig; ansonsten kann auch dieser als Körperverletzung strafbar sein (§ 223 StGB). Besonders relevant ist das Problem der Einwilligungsfähigkeit daher beim ärztlichen Heileingriff.

## Einwilligungsfähigkeit beim ärztlichen Heileingriff
Die ärztliche Behandlung eines Patienten greift regelmäßig (zunächst) in dessen körperliche Integrität ein. Besonders augenfällig erfolgt dies bei einer Operation, etwa einer Blinddarmentfernung: das Aufschneiden des Patienten verletzt isoliert betrachtet dessen körperliche Integrität. Entsprechend kann dies aber auch für weniger offensichtliche Fälle der medizinischen Behandlung gelten, wie etwa einer Medikation etc.
Voraussetzung einer solchen Rechtfertigungswirkung ist vor allem, dass der Patient weiß, worin er einwilligt. Die Rechtsprechung hat deswegen für den ärztlichen Heileingriff folgenden Grundsatz erarbeitet:
 Einwilligungsfähig ist, wer Art, Bedeutung und Tragweite (Risiken) der ärztlichen Maßnahme erfassen kann.
Dabei kommt es freilich nicht im eigentlichen Sinne auf die Geschäftsfähigkeit des Patienten an; auch ist der Beginn der Einwilligungsfähigkeit nicht grundsätzlich an ein Mindestalter gebunden. Entscheidend vielmehr ist die Fähigkeit des Patienten, die Komplexität des Eingriffs konkret zu erfassen. Diese Fähigkeit kann je nach der Art des Eingriffs und der Verfassung des Patienten auch bei  Geschäftsunfähigen gegeben sein oder bei Geschäftsfähigen fehlen.
Daraus folgt für das deutsche Strafrecht, dass der nicht Einwilligungsfähige die Rechtfertigungswirkung nicht hervorrufen kann. Der Arzt darf in diesem Fall also auch dann, wenn der Einwilligungsunfähige eingewilligt hat, den Eingriff nicht vornehmen, will er nicht eine Strafbarkeit wegen Körperverletzung riskieren.
Allerdings kann in diesem Fall für den Einwilligungsunfähigen unter Umständen ein Betreuer zu bestellen sein, der an Stelle des Betreuten einwilligen kann. Eine solche Einwilligung wäre wirksam und würde auch die erwähnte Rechtfertigungswirkung zur Folge haben. Ein Betreuer ist aber im Rahmen des § 1901 BGB in seinen Entscheidungen an eine Patientenverfügung gebunden.
Aus Sicht des Betreuungsrechts ist aber hierbei auch zu beachten, dass derjenige, der einwilligungsfähig ist, auch selbst einwilligen muss. Wenn der Einwilligungsfähige einen Begriff von der Natur und Erforderlichkeit des Eingriffs und dessen Risiken hat, muss ihm die Entscheidung, ob er in den Eingriff einwilligt, auch überlassen bleiben.
Ist der Patient einwilligungsfähig, darf also in keinem Fall gegen seinen Willen behandelt werden, auch dann nicht, wenn für den Patienten ein rechtlicher Betreuer (§ 1896 BGB) bestellt ist. Der behandelnde Arzt ist vielmehr verpflichtet, den Patienten über die Behandlung, deren Risiken und die Alternativen aufzuklären und dessen eigene Entscheidung herbeizuführen. Nur bei Einwilligungsunfähigen muss natürlich der Betreuer anstelle des Betreuten entsprechend medizinisch aufgeklärt werden. Gleiches gilt übrigens für einen Bevollmächtigten für Gesundheitsangelegenheiten (§ 1904 Abs. 2 BGB), der im Gegensatz zum gerichtlich bestellten Betreuer über eine private Vollmachterteilung verfügt.
Willigt der Betreuer anstelle des Betreuten in eine medizinische Maßnahme ein, benötigt er eine vormundschaftsgerichtliche Genehmigung (§ 1904 BGB), wenn die Gefahr besteht, dass der Patient stirbt (z. B. bei größeren Operationen an inneren Organen) oder einen längeren und erheblichen Schaden erleidet (z. B. Verlust eines Gliedmaßens infolge Amputation, Verlust eines Sinnes usw.). Das Gleiche gilt nach § 1904 Abs. 2 BGB für einen Bevollmächtigten. Wann diese Gefahr genau gegeben ist, ist in der Rechtsprechung nicht abschließend geklärt (z. B. bei Medikamentengaben, wie Neuroleptika). Jährlich werden ca. 2000 solcher Genehmigungsanträge gestellt, was angesichts von mehr als 1. Mio. betreuter Menschen sehr wenig erscheint.
Auch wenn der Patient nicht einwilligungsfähig ist, dürfte eigentlich nur bei Verhältnismäßigkeit der Eingriff in das Grundrecht auf körperliche Unversehrtheit gegen den Willen des Patienten gestattet sein. Das Bundesverfassungsgericht spricht von einem Recht auf „Freiheit zur Krankheit“ in gewissen Grenzen. Der Bundesgerichtshof hat im Beschluss vom 11. Oktober 2000 zur ambulanten Zwangsbehandlung in Bezugnahme auf das Bundesverfassungsgericht erklärt, dass es nicht in jedem Fall verhältnismäßig sei, gegen den Willen des Patienten zu behandeln. In einem neuen Grundsatzurteil des BGH zur stationären Zwangsbehandlung wird unter engen Voraussetzungen die Zulässigkeit der Zwangsbehandlung der Anlasserkrankung angenommen, die zu der gerichtlichen Genehmigung der Unterbringung geführt hat. Ein Beschluss des Bundesverfassungsgerichts bestimmt, dass nur bei erheblicher Selbst- oder Fremdgefährdung zwangsweise untergebracht werden darf. Eine drohende Verfestigung einer Erkrankung allein rechtfertigt eine Zwangsbehandlung aber nicht. Die Interpretation der Beschlüsse legt nahe, dass eine Zwangsbehandlung dann erlaubt ist, wenn klar ist, dass der Patient im Nachhinein, wenn er also wieder einwilligungsfähig ist, der Behandlung zustimmt.